# Mikowice (województwo opolskie)
Mikowice (niem. Lampersdorf) – wieś w Polsce, położona w województwie opolskim, w powiecie namysłowskim, w gminie Namysłów.
W latach 1975–1998 miejscowość administracyjnie należała do ówczesnego województwa opolskiego.
| SIMC    | Nazwa   | Rodzaj     |
| ------- | ------- | ---------- |
| 0499650 | Winniki | przysiółek |

Nieoficjalną osadą leśną wsi jest Pod Jedynką.

## Zabytki
Do wojewódzkiego rejestru zabytków wpisany jest:
- zespół dworski, z XVI-XIX w.:
  - dwór, nie istnieje
  - park.